# Ctenus rivulatus
Ctenus rivulatus är en spindelart som beskrevs av Pocock 1899. Ctenus rivulatus ingår i släktet Ctenus och familjen Ctenidae. Inga underarter finns listade i Catalogue of Life.